# Бёрджин, Виктор
Виктор Бёрджин (англ. Victor Burgin; род. 24 июля 1941, Шеффилд, Англия) — английский художник-концептуалист, теоретик искусства и фотограф.

## Биография и творчество
Бёрджин родился в Шеффилде в Англии в 1941 году. Он изучал искусство в Королевском колледже искусств в Лондоне с 1962 по 1965 год, прежде чем отправиться в Соединенные Штаты для обучения в Йельском университете. Бёрджин преподавал в Trent Polytechnic с 1967 по 1973 год и в Школе коммуникаций с 1973 по 1988 год. С 1988 по 2001 год он жил и работал в Сан-Франциско. Он преподавал в Университете Калифорнии в Санта-Круз, где стал почетным профессором. С 2001 по 2006 год он был профессором изящных искусств в Goldsmiths College в Лондоне. Бёрджин также преподавал в Высшей европейской школе в Саас-Фе, Швейцария. В 2005 году он получил почетную степень доктора университета Sheffield Hallam.
Бёрджин впервые привлек к себе внимание как концептуальный художник в конце 1960-х годах. Он работал с фотографией и кино, считая живопись анахронизмом. Его работы находились под влиянием теоретиков и философов, таких как Карл Маркс, Зигмунд Фрейд, Мишель Фуко и Ролан Барт.
Бёрджин усложнил базовый фрейдистский анализ «взгляда», введя активную и пассивную компоненты и прибавив к этому положения Жака Лакана о нарциссической фазе зеркала и объективизации, в которой «взгляд» становится характеристически гендерным и социальным. Позиция Бёрджина, опубликованная в работе «Думающая фотография» (1982) состояла в следующем: поскольку фотография запечатлевает активный момент видения (с точки зрения фотографа) и пассивный момент подверженности рассматриванию, она становится не только репрезентирующей поверхностью, но и местоположением различных отношений: передачи полномочий, подчинения, идентификации, гендера и контроля. В серии «Офис ночью» (середина 1970-х) Бёрджин использовал вуайеристские функции фотографии и привлек внимание к её отличию от других репрезентативных систем.
Бёрджин использовал сочетание фотографических изображений и печатного текста с целью изучения взаимосвязи между очевидным и скрытым значением. В его серии Lei Feng (1973), например, он обратился к семиотическим, психологическим и феминистическим теориям, чтобы декодировать структуры репрезентации. «US77» — одна из наиболее известных черно-белых серий Бёрджина конца 1970-х годов, сочетающая документальный стиль фотографий с текстом в духе глянцевых журналов.
В 1986 году Бёрджин был номинирован на Премию Тернера за выставку в Институте современного искусства и Галерее Kettle’s Yard в Кембридже и за теоретические труды (The End of Art Theory) и монографию его работ (Between).

## Персональные выставки
| - 2008 Alle otto. Solito posto & Tales from Freud, Museo Fotografia Contemporanea, Синиселло Балсамо - 2008 Fondazione Bevilacqua La Masa, Венеция - 2008 Kunsthalle Bremerhaven, Бремерхафен - 2007 The Little House, MAK Center for Art and Architecture, Западный Голливуд | - 2007 Galerie Art & Essai, Ренна - 2006 Voyage to Italy, Canadian Centre for Architecture, Монреаль - 2006 Voyage to Italy, Galerie Thomas Zander, Кёльн - 2003 The Gallery at Norwich University , Норидж (Англия) - 2003 Listen to Britain, Cornerhouse, Манчестер | - 2001 Fundación Antoni Tàpies, Барселона - 1986 The Office at Night, The Renaissance Society at The University of Chicago, Чикаго - 1974 Lisson Gallery, Лондон - 1973 Galerie Daniel Templon, Париж |

## Работы в публичных коллекциях
- The Museum of Modern Art, Нью-Йорк
- The New York Public Library
- The Corcoran Gallery of Art, Вашингтон
- Los Angeles County Museum of Art, Лос-Анджелес
- Museum of Contemporary Art, Лос-Анджелес
- The Walker Art Center, Миннеаполис
- The Tate Gallery, Лондон
- The Victoria and Albert Museum, Лондон
- The Arts Council Collection, Лондон
- Centre Georges Pompidou, Париж